# Christian Flemes
Christian Flemes (geboren 10. Februar 1847 in Völksen; gestorben 25. April 1926 in Hameln) war ein deutscher Buchbinder, Holzschnitzer und Schriftsteller. Er wurde insbesondere als plattdeutscher Lyriker und Erzähler bekannt. Die Bedeutung des verdienten Sammlers und Künstlers „liegt vor allem in der Bewahrung des inzwischen veränderten oder verlorenen Sprachgutes seiner Heimatlandschaft.“

## Leben

### Familie
Christian Flemes war Sohn des Völksener Leinewebers und Küsters Johann Friedrich Ludolf Flemes und der aus Völksen bei Springe am Deister stammenden Dorothea Christine Wilhelmine Zieseniss.
Er heiratete 1874 Auguste Therese, Tochter des Obergrenzkontrolleurs Müller aus Cranz im Alten Land. Aus der Ehe ging der Sohn und spätere Schriftsteller Bernhard Flemes (1875–1940) hervor.

### Werdegang
Flemes durchlief von 1863 bis 1866 ein Buchbinderlehre und siedelte Anfang der 1870er Jahre nach Hannover über, wo er zunächst bis 1881 bei der Firma J. C. König & Ebhardt und anschließend bis 1908 bei Edler & Krische als Binder arbeitete. Anschließend ging er in den Ruhestand. 1913 ließ er sich in Hameln nieder.
Erst in seinen späten Lebensjahren wurde Flemes einem größeren Publikum durch geschlossene Veröffentlichungen hervor. Seine Gedichte, hauptsächlich Natur- und Kindergedichte, stehen im Kalenberger Platt ohne Beispiel. Seine kleinen Vers-Anekdoten sind eng an die Schriften von Fritz Reuter angelehnt, wie auch seine anderen Gedichte zumeist Traditionelles behandeln. Mitunter schuf er auch ganz eigene Werke wie etwa „Tilleuseken“ (Schneeglöckchen).
Flemes Kindergedichte offenbaren einen schelmischen Humor, mitunter in gut gesetzter Form.
Er wurde später „beliebter Mitarbeiter“ an verschiedenen Heimatzeitungen, gab aber auch Prosa-Sammlungen heraus, darunter anfangs – 1917 – seine autobiographische Erzählung „Hans Pick un sin Heimatdörp“, in der auch ein Porträt des Künstlers abgedruckt wurde. In seine frühen gesammelten Schilderungen flocht er – mitunter betont lehrhaft – erlebtes Dorfleben ein. Seine späteren Sammlungen umfassten eher ernste oder heitere Kurzgeschichten, zumeist mit Bezügen an seine persönlichen Jugenderinnerungen. Seine Geschichten hatten immer einen ernsthaften wie besinnlichen Hintergrund und veranschaulichten stets zugleich das Leben der Bauern im Calenberger Land.
Flemes gab mit seinem Plattdeutsch „vereinfacht den Lautstand des Kalenbergischen mit gewissen Eigenarten wieder“, näherte sich jedoch stark der hochdeutschen Schriftsprache an.

## Weitere Schriften
- Plattdütsche Gedichte, [1907]
- Up den Eikenhowwe un andere Geschichten, [1920]
- Land un Lüe ut olen un nien Tien 1921
- Unser Kalenberger Plattdeutsch, in: Niedersachsen. Zeitschrift für Kultur, Geschichte, Heimat und Natur seit 1895, 1920
- Plattdeutsches Wörterbuch der Kalenberg-Stadt-Hannoverschen plattdeutschen Mundart (mehrteilig), in: Hannoversche Geschichtsblätter, Hefte 20–23, 1917–1920
  - Friedrich Wilhelm Netzel (Hrsg.), Christian Flemes: Das kleine Buch der hannoverschen Mundart. Sprüche und Redensarten in calenberg-stadthannoverscher Mundart mit Wörterbuch, herausgegeben und neu bearbeitet von Friedrich Wilhelm Netzel, Hannover: Leuenhagen & Paris, 2005, ISBN 3-923976-47-X
  - 2. Auflage  (256 + CD), Hannover: Leuenhagen & Paris, 2008, ISBN 978-3-923976-47-8

## Christian-Flemes-Weg
Die 1971 im hannoverschen Stadtteil Isernhagen-Süd von der Straße Am Flachsgraben zum Kahlendamm die Straße Christian-Flemes-Weg neu angelegt und nach dem Mundartdichter benannt.